# Castillo de Almansa

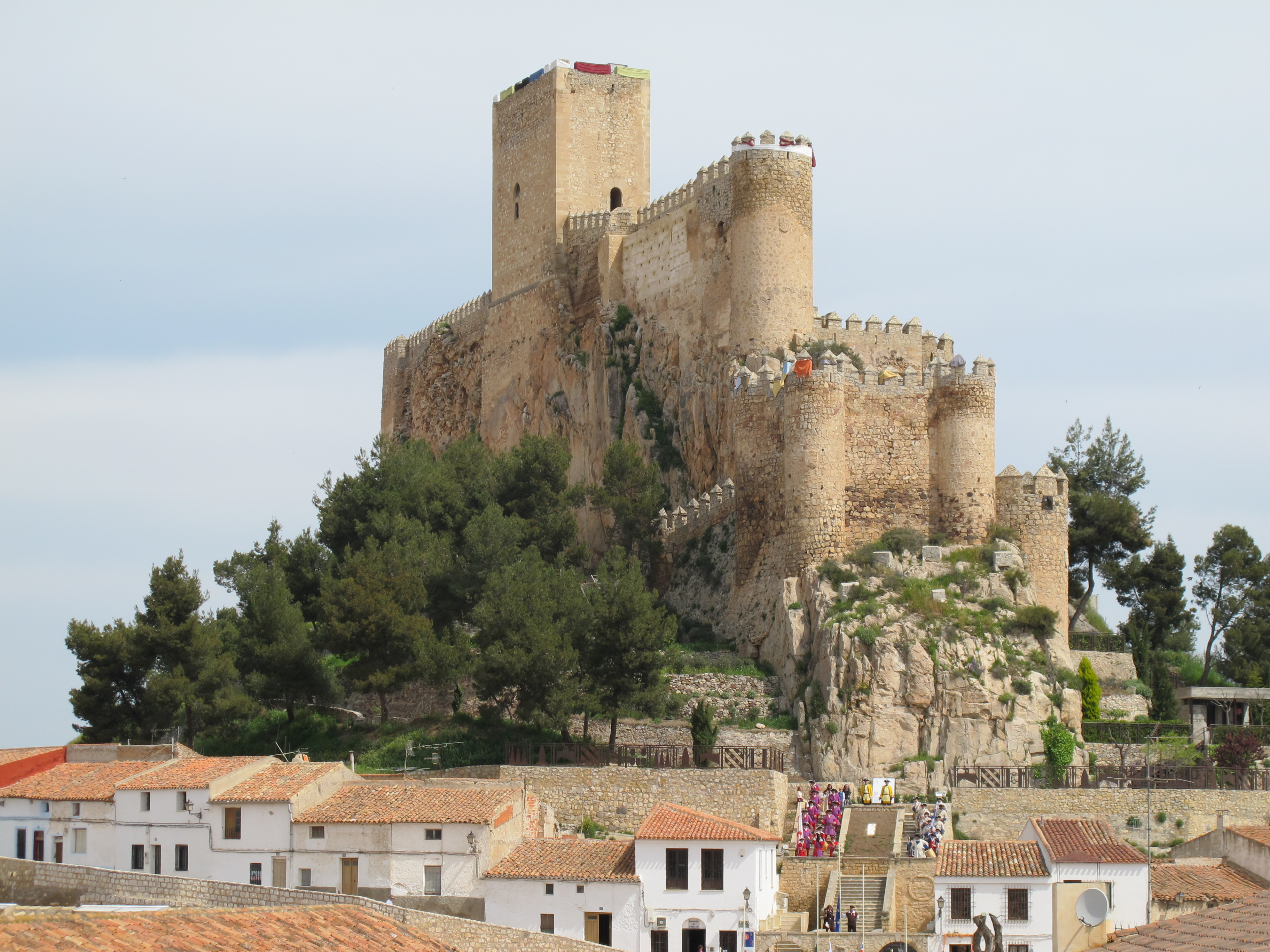
Castillo de Almansa

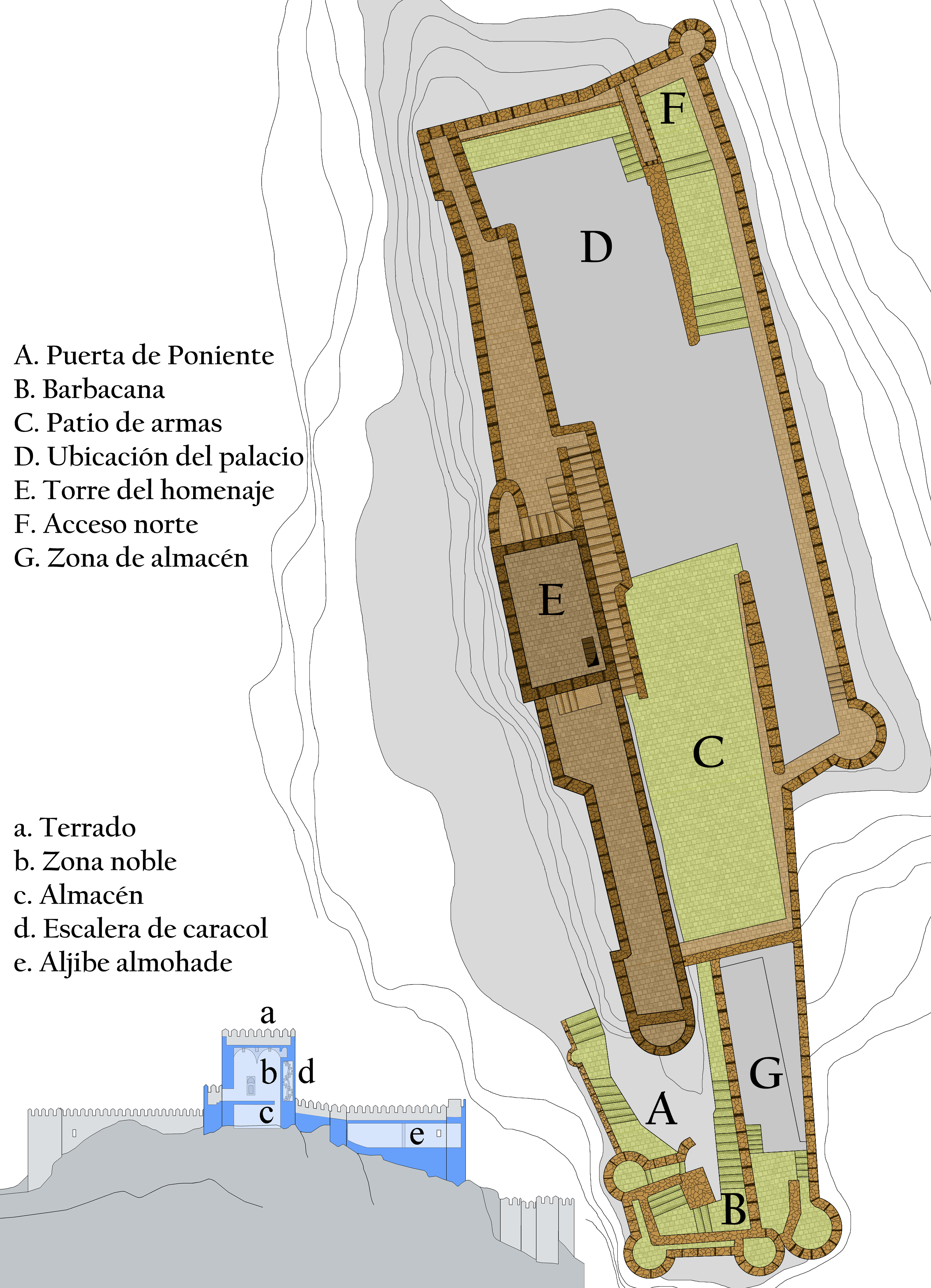
Castillo de Almansa, Planskizze

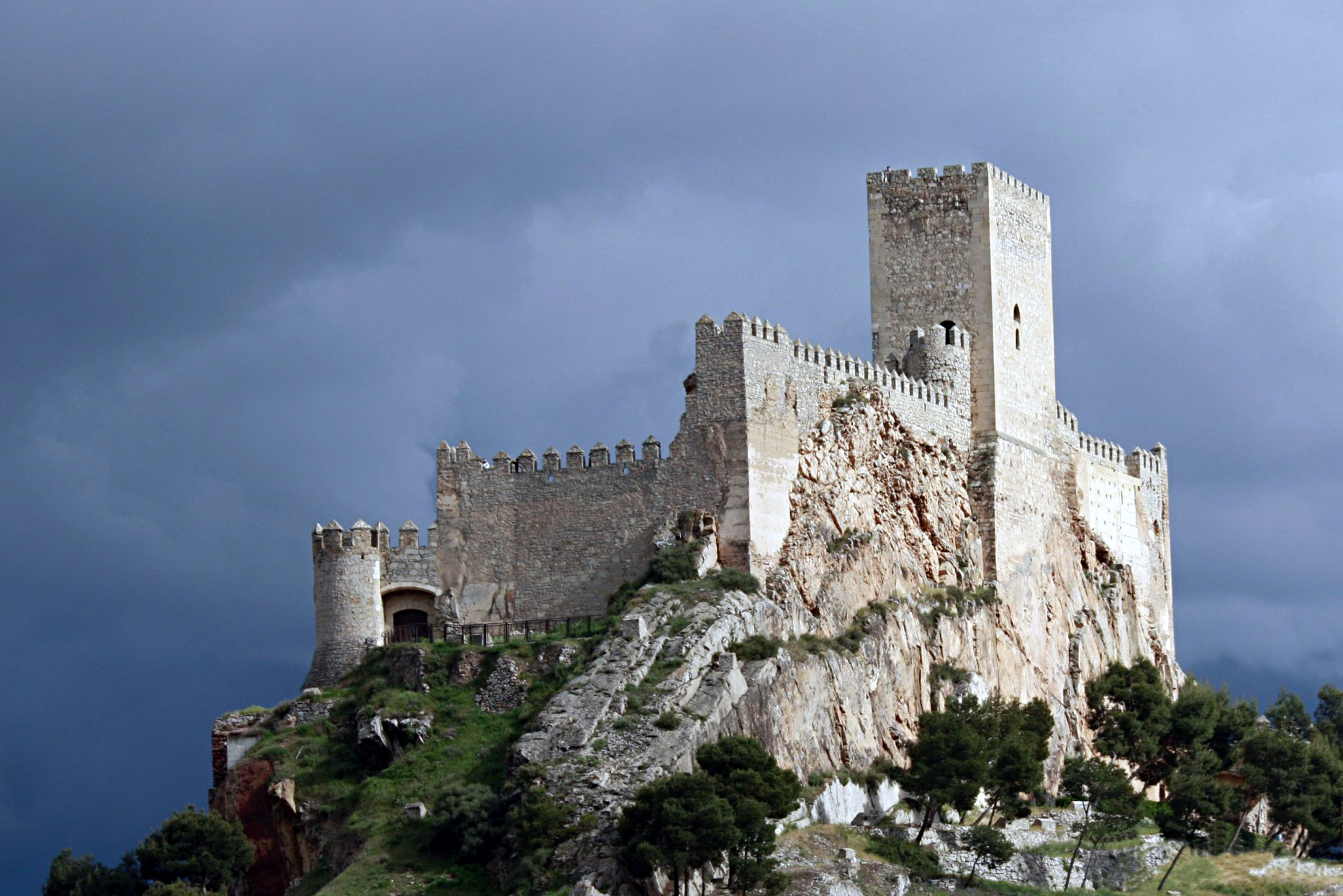
Castillo de Almansa

Das Castillo de Almansa ist eine Burg in Almansa, einer Stadt in der spanischen Provinz Albacete der Autonomen Region Castilla-La Mancha, die im 15. Jahrhundert umgebaut wurde. Die Burg auf einem steilen Kalkfelsen über dem Ort ist ein geschütztes Baudenkmal.

## Geschichte
Ursprünglich stand auf dem Felsen eine der bedeutendsten Militäranlagen der Mauren in Spanien, die deren Nordgrenze sicherte. Nach der Rückeroberung (reconquista) wurde die Burg umgebaut, die sich den Gesteinskonturen des schmalen, langgestreckten Felsens anpasst. Im Jahr 1298 übernahm Don Juan Manuel (1282–1348) die Grundherrschaft (senorio) von Villena, zu der auch Ort und Burg von Almansa gehörten; in der Folgezeit ließ er die Burg – seinen Ansprüchen und seinem Geschmack entsprechend – vollkommen neu gestalten. Bei den Restaurierungen von 1952 und 1990 wurde unter anderem der komplette Zinnenkranz wiederhergestellt.

## Architektur
Der Zugang zur Burg erfolgte über eine verwinkelte Barbakane; dahinter befanden sich diverse Lagerräume (almacenes) für Lebensmittel etc. Ein Waffenhof schloss sich an; dahinter befand sich der eigentliche Wohnbereich (palacio) mit dem auf rechteckigem Grundriss erbauten Bergfried (torre del homenaje), der die Gesamtanlage überragt, er ist über beiderseitige schmale Wehrgänge mit den übrigen Teilen der Burg verbunden.

## Sonstiges
Zahlreiche Rotweine aus der Gegend tragen die Herkunftsbezeichnung Castillo de Almanza.